# Montigny (Loiret)
Montigny település Franciaországban, Loiret megyében. Lakosainak száma 243 fő (2022. január 1.). Montigny Attray, Chilleurs-aux-Bois és Santeau községekkel határos.

## Népesség
A település népességének változása:
| Lakosok száma | 184  | 160  | 202  | 279  | 249  | 249  | 246  | 239  | 238  | 243  |
|               | 1968 | 1982 | 1990 | 2006 | 2013 | 2015 | 2017 | 2019 | 2020 | 2022 |